# Sémion Grossu
Sémion Grossu (né le 18 mars 1934) est un homme politique et homme d'affaires moldave.

## Biographie
Sémion Grossu est né le 18 mars 1934 dans la commune de Satu-Nou, située dans le comté de Cetatea Albă, alors territoire du Royaume de Roumanie (aujourd'hui dans le raïon de Bilhorod-Dnistrovskyï, en Ukraine). En 1961, il rejoint le Parti communiste de Moldavie.
Il fut président du gouvernement de la République socialiste soviétique de Moldavie (1er août 1976 — 30 décembre 1980) et ministre des Affaires étrangères de la RSS de Moldavie (1er septembre 1976 — 31 décembre 1980). Il est ensuite devenu premier secrétaire du Parti communiste de Moldavie (30 décembre 1980 — 16 novembre 1989). Il fut le dernier dirigeant moldave de la RSSM à suivre la ligne du PCUS ; son successeur, Petru Lucinschi, fut quant à lui lié aux volontés d'indépendance de la Moldavie. L'indépendance fut proclamée en 1991.
Bien qu'étant le premier dirigeant soviétique de Moldavie à parler couramment le roumain, Sémion Grossu a préféré utiliser le russe en public au cours de ses mandats.
Depuis 1991, il est président de la société viticole russo-moldave Product Impex SRL.